# Chacarrá
El chacarrá es un baile andaluz propio de varias localidades de la provincia de Cádiz, entre ellas Vejer de la Frontera, Casas Viejas, Tarifa, La Zarzuela, Facinas, Bolonia, Zahara de los Atunes, Algeciras, Los Barrios, Castellar de la Frontera y también de las localidades cordobesas de Rute e Iznájar. Desde el punto de vista métrico y armónico, su música está emparentada con el fandango, pues su compás es ternario y combina la tonalidad mayor con la cadencia modal andaluza. Asimismo está relacionado con los verdiales y con los bailes de candil, por el contexto en que tradicionalmente se interpretaba y por el estilo de su coreografía. El cante se acompaña con guitarra, palillos y pandereta, entre otros instrumentos de percusión.